# Payyampally
Payyampally är en ort i Indien.   Den ligger i distriktet Wayanad och delstaten Kerala, i den södra delen av landet, 1 900 km söder om huvudstaden New Delhi. Payyampally ligger 730 meter över havet och antalet invånare är 12 391.
Terrängen runt Payyampally är platt åt sydost, men åt nordväst är den kuperad. Runt Payyampally är det tätbefolkat, med 411 invånare per kvadratkilometer. Närmaste större samhälle är Mananthavady, 5,4 km väster om Payyampally. I omgivningarna runt Payyampally växer huvudsakligen savannskog.